# Nowy Scooby Doo
Nowy Scooby Doo (tytuł na DVD: Największe zagadki Scooby Doo; ang. The New Scooby-Doo Movies lub The New Scooby-Doo Comedy Movies) – amerykański serial animowany, drugi z serii Scooby Doo, wyprodukowany w latach 1972–1973 w wytwórni Hanna-Barbera dla stacji CBS. Serial wyróżniał się dłuższym formatem odcinków, trwających około 43 minut, co pozwalało snuć bardziej rozbudowane fabuły i wprowadzić gościnne występy znanych postaci. 

## Fabuła
W każdym odcinku Tajemnicza Spółka – Scooby Doo, Kudłaty, Fred, Daphne i Velma – napotykała na swojej drodze różnorodne zagadki kryminalne, często związane z pozornie nadprzyrodzonymi zjawiskami. Nowością w tej serii było pojawianie się gościnnych bohaterów, zarówno fikcyjnych, jak i rzeczywistych celebrytów, którzy wspólnie z drużyną rozwiązywali tajemnice.
Do grona gościnnych postaci należeli m.in. Batman i Robin, Harlem Globetrotters, Josie i Kociaki, a także postacie z rodziny Addamsów. Obecność tych bohaterów wprowadzała dodatkowy element humoru i urozmaicała fabułę, przyciągając zarówno młodszych, jak i starszych widzów.
Każdy odcinek rozpoczynał się od spotkania z nowym gościem, po czym drużyna wspólnie stawiała czoła kolejnym wyzwaniom, demaskując przestępców ukrywających się pod maskami potworów czy duchów. Schemat ten, choć powtarzalny, zyskiwał na świeżości dzięki różnorodności gościnnych postaci i ich unikalnym cechom.

## Obsada
- Don Messick –
  - Scooby Doo,
  - kot Sebastian,
  - różne głosy
- Casey Kasem –
  - Kudłaty,
  - Robin,
  - Alexander Cabot III,
  - różne głosy
- Nicole Jaffe – Velma
- Frank Welker –
  - Fred,
  - różne głosy
- Heather North – Daphne
- Pat Harrington – Szuwaks
- Daws Butler –
  - Kędzior,
  - Karotka
- Olan Soule – Batman
- Carolyn Jones – Morticia Addams
- John Astin – Gomez Addams
- Cindy Henderson – Wednesday Addams
- Jackie Coogan – Fester Addams
- Jodie Foster – Pugsley Addams
- Janet Waldo –
  - Babcia Addams,
  - Josie McCoy
- Ted Cassidy – Lurch
- Jonathan Winters – on sam
- Don Knotts – on sam
- Phyllis Diller – ona sama
- Sandy Duncan – ona sama
- Sonny & Cher – oni sami
- Larry Harmon – Flip
- Jim MacGeorge – Flap
- Harlem Globetrotters – oni sami
- Davy Jones – on sam
- Jerry Reed – on sama
- Jackie Joseph – Melody Valentine
- Barbara Pariot – Valerie Brown
- Sherry Alberoni – Alexandra Cabot
- Jerry Dexter – Alan M. Mayberry
- Tim Conway –
  - on sam,
  - różne role
- Julie McWhirter – Jeannie
- Joe Besser – Babu
- Mark Hamill – Corey Anders
- Bob Hastings – Henry Glopp
- Don Adams – on sam
- Mel Blanc – Szybki Buggy
- Phil Luther Jr. – Tinker
- Arlene Golonka – Debbie
- Michael Bell –
  - Mark,
  - różne role
- Cass Elliot – ona sama
- Dick Van Dyke – on sam

## Przegląd sezonów
| Sezon | Sezon | Odcinki | Pierwsza emisja w Stanach Zjednoczonych | Pierwsza emisja w Stanach Zjednoczonych |
| Sezon | Sezon | Odcinki | Pierwszy odcinek                        | Ostatni odcinek                         |
| ----- | ----- | ------- | --------------------------------------- | --------------------------------------- |
|       | 1     | 16      | 9 września 1972                         | 23 grudnia 1972                         |
|       | 2     | 8       | 8 września 1973                         | 27 października 1973                    |

## Lista odcinków
| Premiera w USA        | Numer odcinka | Numer odcinka | Polski tytuł                          | Angielski tytuł                          | Gość specjalny                   | Upiór |
| Premiera w USA        | kolejny       | w serii       | Polski tytuł                          | Angielski tytuł                          | Gość specjalny                   | Upiór |
| --------------------- | ------------- | ------------- | ------------------------------------- | ---------------------------------------- | -------------------------------- | --- |
|                       |               |               |                                       |                                          |                                  | |
| SERIA PIERWSZA (1972) |               |               |                                       |                                          |                                  | |
|                       |               |               |                                       |                                          |                                  | |
| 09.09.1972            | 01            | 01            | Trzy niedojdy                         | Ghastly Ghost Town                       | Trzy niedojdy (1. występ)        | Wielki nietoperz oraz kowboj i indianin                                                                            |
|                       |               |               |                                       |                                          |                                  | |
| 16.09.1972            | 02            | 02            | Nowe dreszczowce Scooby’ego Doo       | The Dynamic Scooby Doo Affair            | Batman i Robin (1. występ)       | Joker i Pingwin oraz zakapturzona kobieta                                                                          |
|                       |               |               |                                       |                                          |                                  | |
| 23.09.1972            | 03            | 03            | Goście nawiedzonego domu              | Wednesday Is Missing                     | Rodzina Addamsów                 | Sęp |
|                       |               |               |                                       |                                          |                                  | |
| 30.09.1972            | 04            | 04            | Scooby Doo spotyka Jonathana Wintersa | The Frickert Fracas                      | Jonathan Winters                 | Strach na wróble                                                                                                   |
|                       |               |               |                                       |                                          |                                  | |
| 07.10.1972            | 05            | 05            | Kolacyjka z duchami                   | Guess Who’s Knott Coming to Dinner?      | Don Knotts (1. występ)           | Duchy Kapitana Ponurasa                                                                                            |
|                       |               |               |                                       |                                          |                                  | |
| 14.10.1972            | 06            | 06            | Tajemnica Klejnotów                   | A Good Medium is Rare                    | Phyllis Diller                   | Magik i jego pomocnicy                                                                                             |
|                       |               |               |                                       |                                          |                                  | |
| 21.10.1972            | 07            | 07            | Scooby Doo w fabryce snów             | Sandy Duncan’s Jekyll and Hyde           | Sandy Duncan                     | Mr. Hyde, Fantom, Pirat, Wściekły Szejk, Smok, King Kong, Niedźwiedź Grizzly, Mumia, Wódz Krwawe Oko oraz Wilkołak |
|                       |               |               |                                       |                                          |                                  | |
| 28.10.1972            | 08            | 08            | Tajemnica Wyspy Rekina                | The Secret Of Shark Island               | Sonny i Cher                     | Bożek rekinów |
|                       |               |               |                                       |                                          |                                  | |
| 04.11.1972            | 09            | 09            | Upiorna mgła                          | The Spooky Fog of Juneberry              | Don Knotts (2. występ)           | Szkielety i upiory                                                                                                 |
|                       |               |               |                                       |                                          |                                  | |
| 11.11.1972            | 10            | 10            | Flip i Flap                           | The Ghost of Bigfoot                     | Flip i Flap                      | Duch śnieżnego yeti                                                                                                |
|                       |               |               |                                       |                                          |                                  | |
| 18.11.1972            | 11            | 11            | Duch czerwonego barona                | The Ghost of The Red Baron               | Trzy niedojdy (2. występ)        | Duch czerwonego barona                                                                                             |
|                       |               |               |                                       |                                          |                                  | |
| 25.11.1972            | 12            | 12            | Statek widmo                          | The Ghostly Creeps from the Deep         | Harlem Globetrotters (1. występ) | Duchy Kapitana Ryżobrodego i jego pomocników                                                                       |
|                       |               |               |                                       |                                          |                                  | |
| 02.12.1972            | 13            | 13            | Duch jeźdźca z Hagglethornu           | The Haunted Horseman of Hagglethorn Hall | Davy Jones                       | Jeździec z Hagglethornu                                                                                            |
|                       |               |               |                                       |                                          |                                  | |
| 09.12.1972            | 14            | 14            | Upiór na hali muzycznej               | The Phantom of the Country Music Hall    | Jerry Reed                       | Tajemniczy winowajca maskujący się w przebranie Wikinga o przydomku „Upiór” oraz Davy Crockett                     |
|                       |               |               |                                       |                                          |                                  | |
| 16.12.1972            | 15            | 15            | Tajemniczy wynalazek                  | The Caped Crusader Caper                 | Batman i Robin (2. występ)       | Joker i Pingwin |
|                       |               |               |                                       |                                          |                                  | |
| 23.12.1972            | 16            | 16            | Hokus-Pokus z Loch Ness               | The Lochness Mess                        | Harlem Globetrotters (2. występ) | Wąż morski i trzy duchy                                                                                            |
|                       |               |               |                                       |                                          |                                  | |
| SERIA DRUGA (1973)    |               |               |                                       |                                          |                                  | |
|                       |               |               |                                       |                                          |                                  | |
| 08.09.1973            | 17            | 01            | Zagadka wyspy strachów                | The Mystery of Haunted Island            | Harlem Globetrotters (3. występ) | Upiory na wyspie strachów                                                                                          |
|                       |               |               |                                       |                                          |                                  | |
| 15.09.1973            | 18            | 02            | Nawiedzany Statek                     | The Haunted Showboat                     | Josie i Kociaki                  | Duch Indianina Joe i Kapitana Scavengera                                                                           |
|                       |               |               |                                       |                                          |                                  | |
| 22.09.1973            | 19            | 03            | Scooby Doo w krainie czarów           | Mystery in Persia                        | Jeannie i Babu                   | Upiorny Dżin |
|                       |               |               |                                       |                                          |                                  | |
| 29.09.1973            | 20            | 04            | Straszne sportowe widowisko           | The Spirited Spooked Sport Show          | Tim Conway                       | Duch Firebolla McPhaa                                                                                              |
|                       |               |               |                                       |                                          |                                  | |
| 06.10.1973            | 21            | 05            | Eksterminator                         | The Exterminator                         | Don Adams                        | Duchy z nawiedzonego domu                                                                                          |
|                       |               |               |                                       |                                          |                                  | |
| 13.10.1973            | 22            | 06            | Wyjące wiatry Wyjcowa                 | The Weird Winds of Winona                | Szybki Buggy i ekipa             | Brak |
|                       |               |               |                                       |                                          |                                  | |
| 20.10.1973            | 23            | 07            | Nawiedzona wytwórnia słodyczy         | The Haunted Candy Factory                | Cass Elliot                      | Zielone Glutki |
|                       |               |               |                                       |                                          |                                  | |
| 27.10.1973            | 24            | 08            | Scooby Doo spotyka Dicka Van Dyke’a   | The Haunted Carnival                     | Dick Van Dyke                    | Duch atlety |
|                       |               |               |                                       |                                          |                                  | |